# Wilberforce (États-Unis)
Pour les articles homonymes, voir Wilberforce.
Wilberforce est une census-designated place américaine située dans le comté de Greene, dans l'Ohio. 

## Démographie
Sa population s’élevait à 2 271 habitants lors du recensement de 2010.

## Enseignement
L'enseignement supérieur est dispensé à l'université de Wilberforce.